# Hans Trinkner
Hans Trinkner   (Löchgau, p. dècada del 1940) és un antic pilot d'enduro alemany de renom internacional durant la dècada del 1960. Especialista en petites cilindrades, al llarg de la seva carrera va guanyar el Campionat d'Europa de 75cc de 1968 i va formar part de l'equip de la RFA que va guanyar el Vas d'argent als Sis Dies Internacionals d'Enduro el 1969.
El 1972, Trinkner va fundar amb el seu germà Karl-Otto un establiment comercial dedicat a la motocicleta i l'automòbil a Löchgau (districte de Ludwigsburg, Baden-Württemberg), anomenat Zweirad Trinkner. Actualment, qui dirigeix el negoci és el seu fill Achim.